# مارتن كول
مارتن كول (بالإنجليزية: Martin Cole)‏ هو عالم وراثة بريطاني، ولد في 4 أكتوبر 1931 في لندن في المملكة المتحدة، وتوفي في 2 يونيو 2015.